# Ulota gymnostoma
Ulota gymnostoma là một loài rêu trong họ Orthotrichaceae. Loài này được Guo Shui-liang, Enroth & Virtanen mô tả khoa học đầu tiên năm 2004.